# Funkmodul

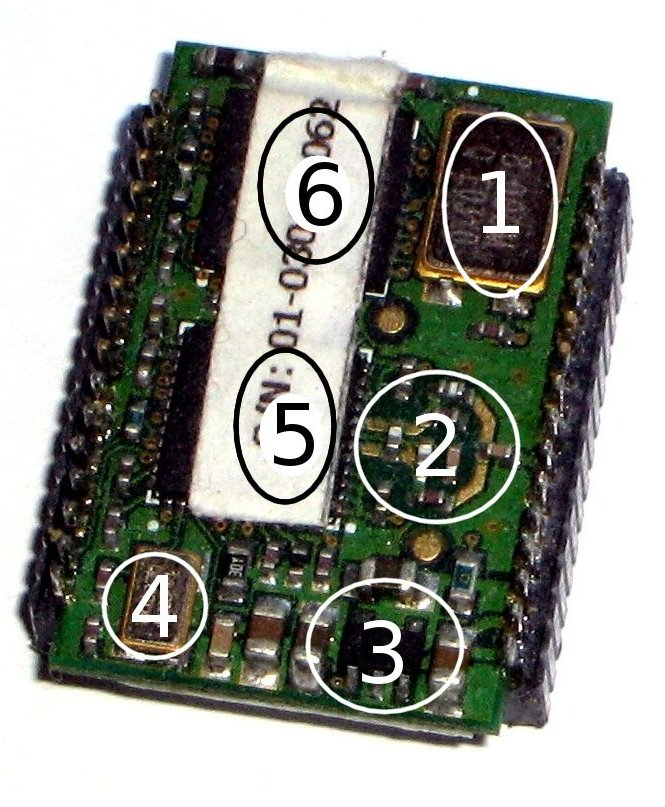
Funkmodul für IEEE 802.15.4 (ohne Antenne):
1: Schwingquarz
2: Balun
3: Linearregler
4: Schwingquarz
5: Transceiver
6: Mikrocontroller

Als Funkmodul wird in der Elektrotechnik eine Baugruppe aus Funkempfänger und/oder -sender bzw. Transceiver sowie der dazugehörigen Komponente zur Ansteuerung (meist ein Mikrocontroller) bezeichnet. Der Mikrocontroller stellt die  Verbindung zwischen Anwenderschnittstelle (analoge oder digitale Werte: serielle oder parallele Daten) und dem Funkprotokoll her, verschlüsselt gegebenenfalls die Daten und sichert die Übertragung (Fehlerfreiheit, richtiger Adressat, keine Manipulierbarkeit oder Störempfindlichkeit).
Der Hochfrequenzteil des Moduls übernimmt das Mischen, Filtern und Verstärken sowie die Demodulation bzw. Modulation. Diese Verfahren werden zunehmend digital gelöst. Funkmodule haben oft eine eigene Antenne.
Der Anwender eines Funkmoduls muss sich nicht um die Funkübertragung kümmern, insbesondere nicht um die Einhaltung der nationalen Grenzwerte (Bandbreite, Kanalaufteilung, Sendeleistung), er muss höchstens einen Befehlssatz zur Ansteuerung des Funkmoduls kennen.
Aus einer spezifizierten Kapselung mehrerer Protokolle auf unterschiedlichen Ebenen resultiert eine Funktechnologie wie zum Beispiel Bluetooth, WLAN oder ZigBee.
Funkmodule sind oft Steckkarten für eine Mutterplatine. Über die Kontakte erfolgt die Spannungsversorgung sowie die Datenkommunikation.

Der Einsatz von Funkmodulen kann so zum einen die Entwicklungskosten von Geräten mit Funktechnologien verringern, zum anderen können unterschiedliche Anwendungen und Regionen bedient werden, indem nur das für den jeweiligen Funkstandard notwendige Funkmodul gewechselt bzw. bestückt werden muss. Die Hauptbaugruppe bleibt gleich, was aufgrund größerer Stückzahlen deren Fertigungskosten senkt.

Es gibt andererseits auf Funkmodule spezialisierte Hersteller, die große Stückzahlen fertigen und so die hohen Entwicklungskosten besser umlegen können.